# Rainbow Sentai Robin
Rainbow Sentai Robin (яп. レインボー戦隊ロビン, рус. «Радуга» — боевая команда Робина) — фантастический аниме-сериал, выходивший с 1966 по 1967 год. Всего вышло 48 серий.
Действие сериала происходит в недалеком будущем, примерно в 2000-х годах, от даты его создания. Воинственный император планеты Палта, прельщённый ресурсами Земли, решает захватить её. Тем более, что его родная планета три года как взорвалась. Противостоять высокотехнологичным захватчикам предстоит команде «Радуга» под командованием Робина.
В работе над сериалом в качестве аниматора принимал участие Хаяо Миядзаки.

## Персонажи
- Робин — главный герой, отважный стрелок. Его отец, предвидя вторжение с Палты, создал команду «Радуга» и подготовил Робина для отражения возможной агрессии.
- Профессор — низкорослый гуманоид со сварливым характером. Постоянно вступает в конфликты с другими членами команды из-за своего не умения держать «рот на замке». Однако обладает незаурядным интеллектом.
- Бэлл — кибернетическая кошка с мощным радаром, также оборудованная камерами высокой четкости. Бэлл чаще всего подвергается нападкам Профессора. По характеру очень кроткая и застенчивая.
- Пегас — боевой робот-трансформер, превращающийся в истребитель, который является персональным транспортом Робина.
- Вольф — старший товарищ Робина, отлично управляющийся с пистолетами-бластерами.
- Бенкей — робот-силач, способен летать в космосе, кроме того он может превращать свой кулак в кувалду. Тугодомие Бенкея компенсируется небывалой мощью.
- Ли-Ли — кибернетическая медсестра. Основное умение Ли-Ли способность чинить любую поломку и лечить любую травму с помощь «фикс-луча», излучаемого из правой руки.

## Интересные факты
- Мультфильм был снят на черно-белую плёнку
- «Радуга» — боевая команда Робина, был одним из первых сериалом жанра «сэнтай», где сплочённая команда героев борется со злом, позже нашедший своё отражение в таких сериалах, как «Команда ниндзя учёных Гатчаман».
- В фильме «Киборг 009: война с Монстром» команда Робина пролетает над морем встречным курсом команде Джо.